# 彦五瀬命

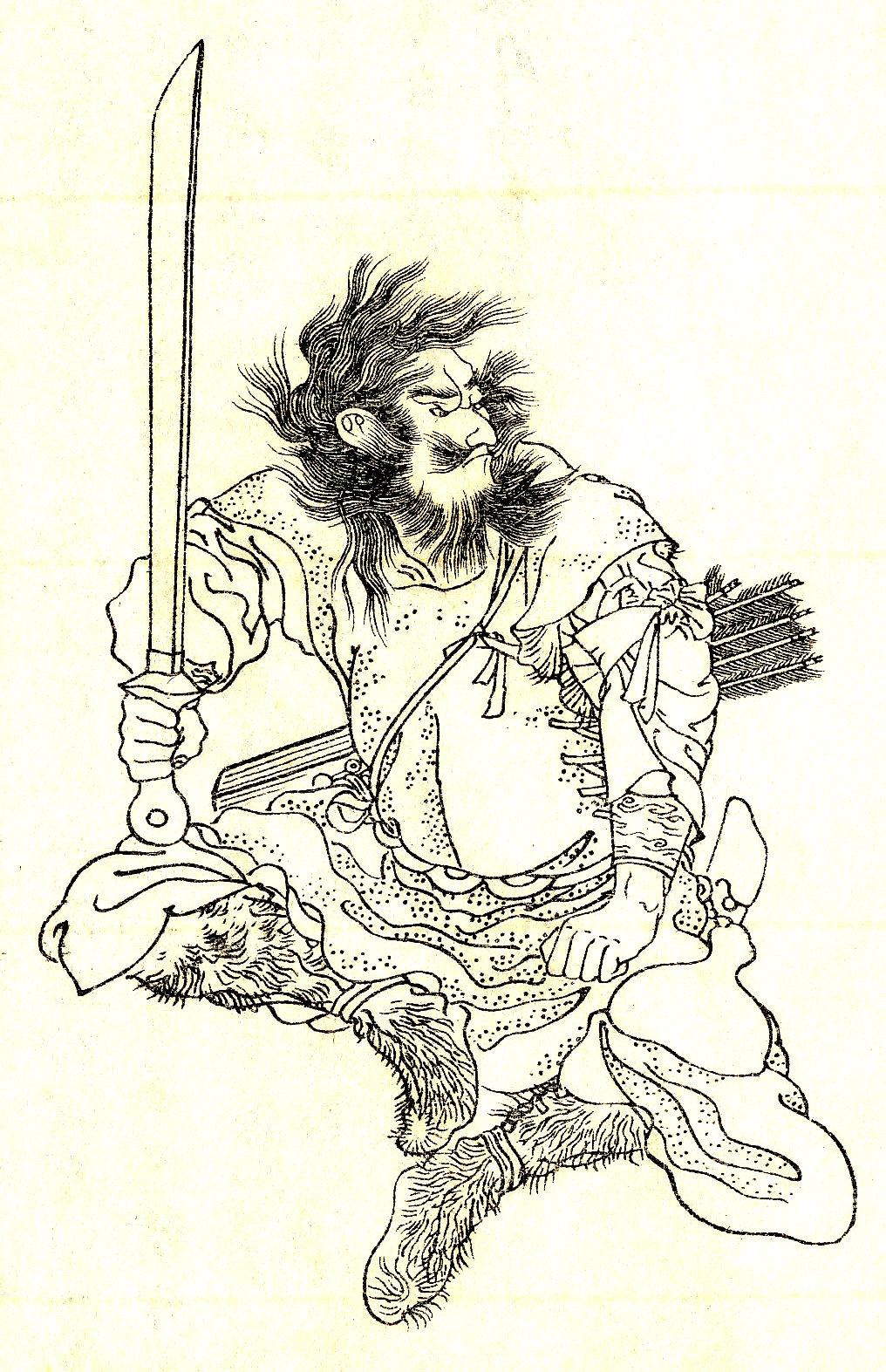
五瀬命
（菊池容斎『前賢故実』より）

彦五瀬命（ひこいつせのみこと）は、記紀等に伝わる古代日本の皇族。
『日本書紀』では「彦五瀬命」や「五瀬命（いつせのみこと）」、『古事記』では「五瀬命」と表記される。
神武天皇（初代天皇）の長兄である。
関係略系図（表記・記載は『日本書紀』本文による）
|          |          |          |          | 鸕鶿草葺不合尊 | 鸕鶿草葺不合尊 | 鸕鶿草葺不合尊 | 鸕鶿草葺不合尊 | 鸕鶿草葺不合尊 | 鸕鶿草葺不合尊 |        |        | 玉依姫     | 玉依姫     | 玉依姫     | 玉依姫     | 玉依姫     | 玉依姫     |                               |                               |                               |                               |                               |                               |  |  |  |  |  |  |  |  |  |  |  |  |  |  |  |  |  |  |  |  |  |  |  |  |
|          |          |          |          | 鸕鶿草葺不合尊 | 鸕鶿草葺不合尊 | 鸕鶿草葺不合尊 | 鸕鶿草葺不合尊 | 鸕鶿草葺不合尊 | 鸕鶿草葺不合尊 |        |        | 玉依姫     | 玉依姫     | 玉依姫     | 玉依姫     | 玉依姫     | 玉依姫     |                               |                               |                               |                               |                               |                               |  |  |  |  |  |  |  |  |  |  |  |  |  |  |  |  |  |  |  |  |  |  |  |  |
|          |          |          |          |                |                |                |                |                |                |        |        |            |            |            |            |            |            |                               |                               |                               |                               |                               |                               |  |  |  |  |  |  |  |  |  |  |  |  |  |  |  |  |  |  |  |  |  |  |  |  |
|          |          |          |          |                |                |                |                |                |                |        |        |            |            |            |            |            |            |                               |                               |                               |                               |                               |                               |  |  |  |  |  |  |  |  |  |  |  |  |  |  |  |  |  |  |  |  |  |  |  |  |
| 彦五瀬命 | 彦五瀬命 | 彦五瀬命 | 彦五瀬命 | 彦五瀬命       | 彦五瀬命       | 稲飯命         | 稲飯命         | 稲飯命         | 稲飯命         | 稲飯命 | 稲飯命 | 三毛入野命 | 三毛入野命 | 三毛入野命 | 三毛入野命 | 三毛入野命 | 三毛入野命 | 神日本磐余彦尊 （1 神武天皇） | 神日本磐余彦尊 （1 神武天皇） | 神日本磐余彦尊 （1 神武天皇） | 神日本磐余彦尊 （1 神武天皇） | 神日本磐余彦尊 （1 神武天皇） | 神日本磐余彦尊 （1 神武天皇） |  |  |  |  |  |  |  |  |  |  |  |  |  |  |  |  |  |  |  |  |  |  |  |  |
| 彦五瀬命 | 彦五瀬命 | 彦五瀬命 | 彦五瀬命 | 彦五瀬命       | 彦五瀬命       | 稲飯命         | 稲飯命         | 稲飯命         | 稲飯命         | 稲飯命 | 稲飯命 | 三毛入野命 | 三毛入野命 | 三毛入野命 | 三毛入野命 | 三毛入野命 | 三毛入野命 | 神日本磐余彦尊 （1 神武天皇） | 神日本磐余彦尊 （1 神武天皇） | 神日本磐余彦尊 （1 神武天皇） | 神日本磐余彦尊 （1 神武天皇） | 神日本磐余彦尊 （1 神武天皇） | 神日本磐余彦尊 （1 神武天皇） |  |  |  |  |  |  |  |  |  |  |  |  |  |  |  |  |  |  |  |  |  |  |  |  |
|          |          |          |          |                |                |                |                |                |                |        |        |            |            |            |            |            |            | ［皇室］                      |                               |                               |                               |                               |                               |  |  |  |  |  |  |  |  |  |  |  |  |  |  |  |  |  |  |  |  |  |  |  |  |

## 記録
『日本書紀』・『古事記』によると、鸕鶿草葺不合尊と海神の娘の玉依姫との間に生まれた長男である。弟に稲飯命・三毛入野命・神日本磐余彦尊（神武天皇）がいる。
彦五瀬命は弟たちとともに東征に従軍したが、浪速国の白肩津（あるいは孔舎衛坂）での長髄彦との交戦中に長髄彦の放った矢に当たった。彦五瀬命は「我々は日の神の御子だから、日に向かって（東に向かって）戦うのは良くない。廻り込んで日を背にして（西に向かって）戦おう」と助言し、一行は南へ廻り込んだ。
しかし紀国の男之水門に着いた所で、彦五瀬命の射られた傷が悪化した。この時に彦五瀬命が「賊に傷つけられて死ぬとは」と雄叫びしたので、その地は「雄水門（おのみなと、男之水門）」というとする。その後『日本書紀』によると紀国竈山で亡くなり、竈山に墓が築かれたという。ただし『古事記』では紀国男之水門で亡くなったとする。

## 墓

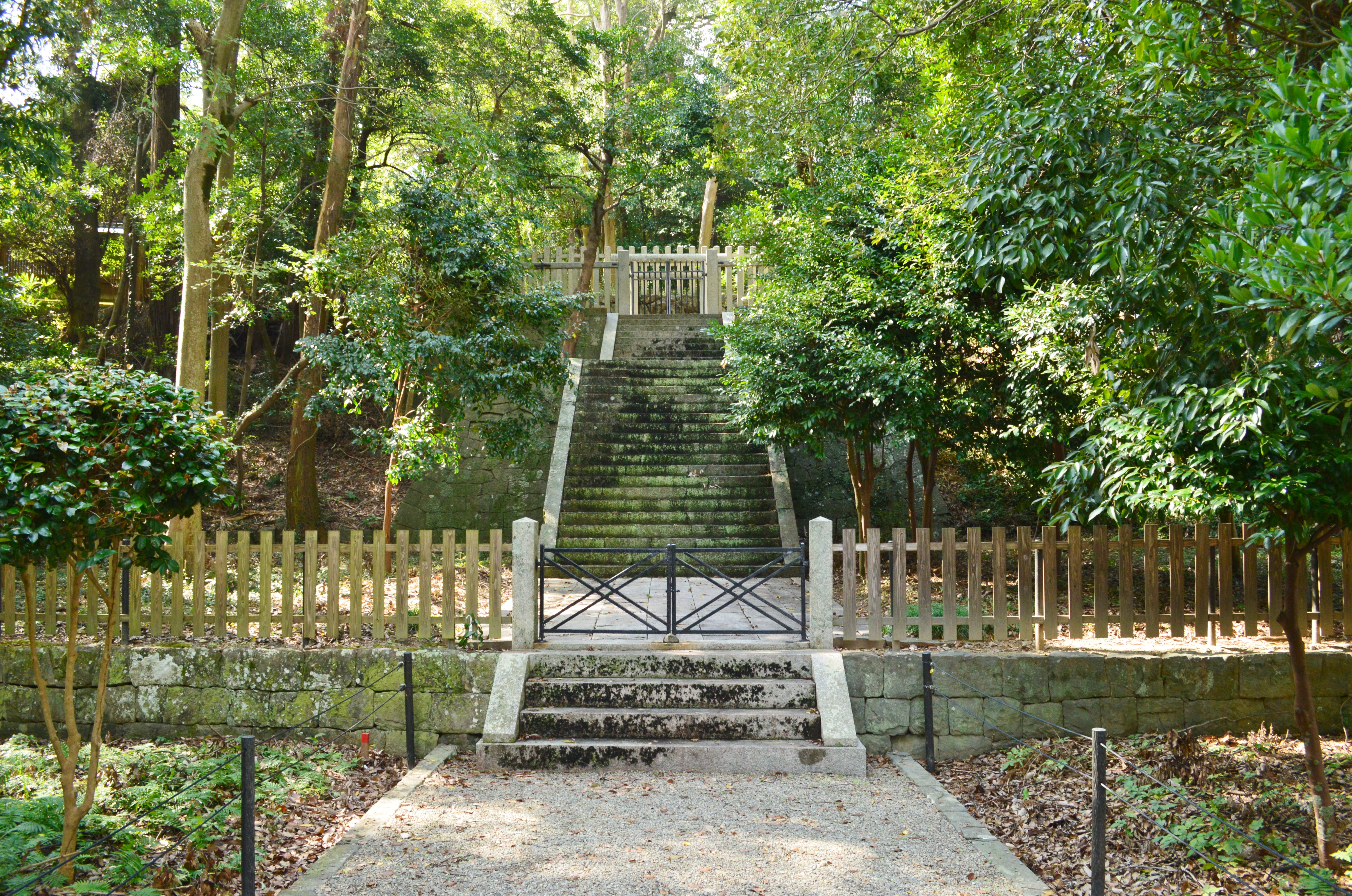
彦五瀬命 竈山墓
（和歌山県和歌山市）

墓は、宮内庁により和歌山県和歌山市和田にある竈山墓（かまやまのはか、北緯34度12分4.97秒 東経135度12分14.93秒）に治定されている。宮内庁上の形式は円墳。
彦五瀬命の墓について、『日本書紀』では前述のように竈山に墓が築かれた旨が記されている。延長5年（927年）成立の『延喜式』諸陵寮（諸陵式）では「竈山墓」の名称で記載され、紀伊国名草郡の所在で、兆域は東西1町・南北2町で守戸3烟を付すとしたうえで、遠墓に分類する（紀伊国では唯一の陵墓）。これに先立つ持統天皇5年（691年）には有功の王の墓には3戸の守衛戸を設けるとする詔が見えることから、この頃に『日本書紀』・『古事記』の編纂と並行して、『帝紀』や『旧辞』に基づいた墓の指定の動きがあったと推測する説がある。またその際には、日本武尊墓（伊勢）・彦五瀬命墓（紀伊）・五十瓊敷入彦命墓（和泉）・菟道稚郎子墓（山城）をして大和国の四至を形成する意図があったとする説もある。
彦五瀬命の神霊を祀る神社としては、竈山墓の南麓に竈山神社（式内社）が鎮座する。また、岡山県岡山市東区の安仁神社（式内社）では神武天皇の兄（あに：安仁）として、稲氷命（稲飯命）・御毛沼命（三毛入野命）とともに祀られている。

## 考証
彦五瀬命の名の「五」は厳（いつ）・斎（いつ）、「瀬」は神稲を意味するとされる。このことから、『古事記伝』では穀物や食料の神の意と解している。